# Фрост (Минесота)
Фрост (енгл. Frost) град је у америчкој савезној држави Минесота.

## Демографија
По попису из 2010. године број становника је 198, што је 53 (-21,1%) становника мање него 2000. године.
| Група             | 2000.       | 2010.       |
| Белци             | 243 (96,8%) | 190 (96,0%) |
| Афроамериканци    | 0 (0,0%)    | 1 (0,5%)    |
| Азијати           | 1 (0,4%)    | 0 (0,0%)    |
| Хиспаноамериканци | 7 (2,8%)    | 2 (1,0%)    |
| Укупно            | 251         | 198         |